# Royal Aircraft Factory S.E.5
El Royal Aircraft Factory S.E.5 fue un avión de caza biplano británico de la Primera Guerra Mundial. Fue desarrollado en la Royal Aircraft Factory por un equipo formado por Henry Folland, John Kenworthy y el comandante Frank Goodenn. Fue uno de los aviones más rápidos de la guerra, al tiempo que era estable y relativamente maniobrable. Según el autor de aviación Robert Jackson, el S.E.5 era: “el ágil caza que desde entonces ha sido descrito como el ‘Spitfire de la Primera Guerra Mundial’”.
En muchos aspectos, el S.E.5 tenía prestaciones superiores a las de su rival el Camel, aunque tenía menos respuesta inmediata a los controles. Problemas con su motor Hispano-Suiza, particularmente las primeras versiones propulsadas por el H-S 8B con caja reductora, provocaron que hubiera una escasez crónica del modelo hasta bien entrado 1918. Por ello, aunque los primeros ejemplares habían llegado al Frente Occidental antes que el Camel, había menos escuadrones equipados con el S.E.5 que con el caza de Sopwith.
Junto con el Camel, el S.E.5 fue fundamental en la recuperación de la superioridad aérea aliada a mitad de 1917 y en su mantenimiento durante el resto de la Guerra, asegurando que no se repitiera un “Abril Sangriento” de 1917 cuando las pérdidas en el Real Cuerpo Aéreo fueron muy superiores a las del Luftstreitkräfte. Los S.E.5 permanecieron en servicio con la RAF por un tiempo tras el Armisticio que terminó el conflicto; algunos fueron transferidos a varios operadores militares de ultramar, mientras que cierta cantidad también fue adoptada por operadores civiles.

## Desarrollo

### Orígenes

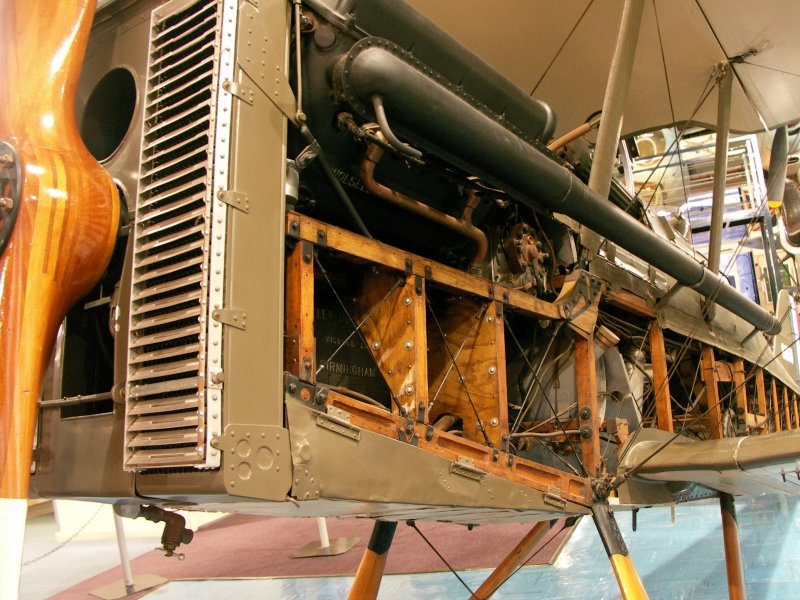
Construcción con estructura de madera.

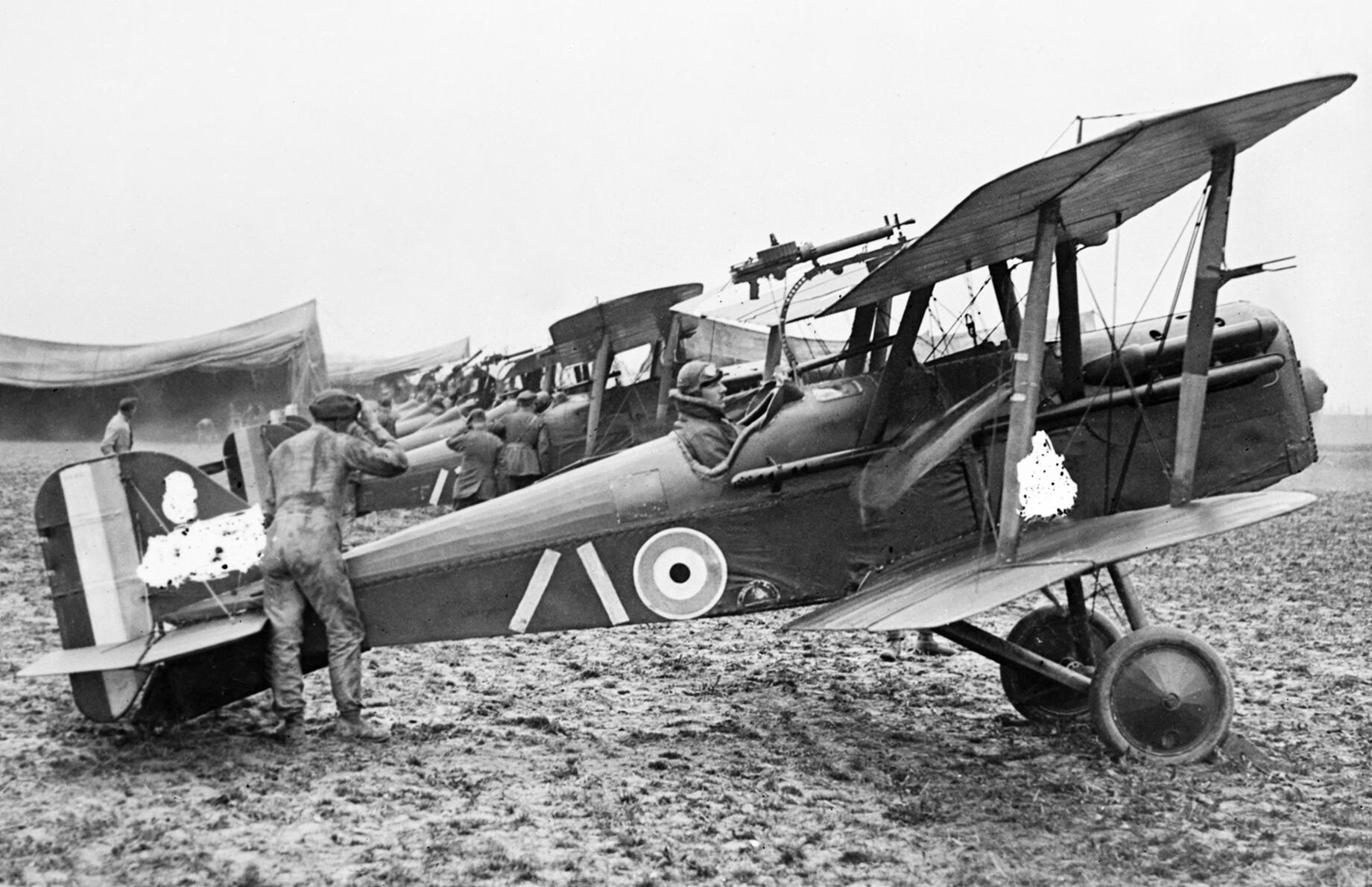
Avión S.E.5a del No. 32 Squadron de la RAF. El censor tachó las matrículas, pero dejó los colores de escuadrón.

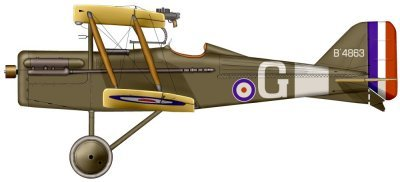
S.E.5a (motor Hispano-Suiza con caja reductora de 200 hp y hélice de 4 palas) de James McCudden del No. 56 Squadron de la RAF.

El S.E.5 (Scout Experimental 5) fue diseñado por Henry Folland, John Kenworthy y el comandante Frank Goodden de la Royal Aircraft Factory en Farnborough. Fue construido alrededor del nuevo motor V8 Hispano-Suiza 8 de 112 kW (150 hp) que, al tiempo que proporcionaba unas excelentes prestaciones, inicialmente estaba poco desarrollado y no era fiable. El primero de tres prototipos voló el 22 de noviembre de 1916. Los dos primeros prototipos se perdieron en accidentes (en el primero murió el piloto de pruebas jefe de la Royal Aircraft Factory, el comandante Frank Goodden, el 28 de enero de 1917) debido a una debilidad en su diseño del ala. El tercer prototipo sufrió modificaciones antes de que la producción comenzara; el S.E.5 fue conocido en servicio como un avión excepcionalmente robusto que podía ser puesto en picado a muy alta velocidad (las alas cuadradas también le daban un control lateral muy mejorado a bajas velocidades).
Como otros aviones significativos de la Royal Aircraft Factory de la guerra (B.E.2, F.E.2 y R.E.8), el S.E.5 era inherentemente estable, haciéndolo una excelente plataforma de armas, pero también era bastante maniobrable. Fue uno de los aviones más rápidos de la guerra con 222 km/h, igual como mínimo en velocidad que el S.XIII y más rápido que cualquier modelo alemán estándar de la época. Aunque el S.E.5 no era tan ágil y efectivo en un apretado combate cerrado como el Camel, era mucho más fácil y seguro de volar, particularmente para los pilotos novatos. Según “Dodge” Bailey, piloto de pruebas jefe de la Shuttleworth Collection, “tenía características de manejo algo similares a las de un De Havilland Tiger Moth, pero con un mejor exceso de potencia”.

### S.E.5a
Solo se habían completado 77 S.E.5 originales antes de que la producción se decidiera por un modelo mejorado, designado como S.E.5a. Los ejemplares iniciales del S.E.5a diferían de los ejemplares de producción tardía del S.E.5 sólo en el modelo de motor instalado (un Hispano-Suiza 8B con caja reductora de 200 hp, a menudo moviendo una gran hélice de cuatro palas con rotación en el sentido del reloj, que reemplazaba al modelo H.S. 8A de 150 hp). En total, fueron fabricados 5265 S.E.5 por seis constructores: Austin Motors (1650), Air Navigation and Engineering Company (560), Curtiss (1), Martinsyde (258), la Royal Aircraft Factory (200), Vickers (2164) y Wolseley Motors Limited (431).
Poco después de la entrada de los Estados Unidos en la Primera Guerra Mundial, se discutieron planes para que varios constructores de aviones estadounidenses comenzaran la producción en masa de aviones ya en servicio con las potencias aliadas, siendo uno de los cazas el S.E.5. En adición a una orden de 38 S.E.5a, construidos por Austin, que fueron producidos en Gran Bretaña y asignados a la Fuerza Expedicionaria estadounidense para equipar a los ya desplegados escuadrones del Ejército estadounidense, el Gobierno de los Estados Unidos emitió múltiples órdenes a la Curtiss Aeroplane and Motor Company para la construcción y entrega de alrededor de 1000 S.E.5 a producir en los Estados Unidos. Sin embargo, sólo un avión construido por Curtiss sería completado antes del final de la guerra, tras el cual la demanda de los S.E.5 se había evaporado de forma efectiva, siendo rápidamente detenida la producción después de que 56 aviones más fueran ensamblados usando componentes ya entregados.
Al principio, la construcción de las células sobrepasó el muy limitado suministro de motores Hispano-Suiza de construcción francesa, y los escuadrones destinados a recibir el nuevo caza tuvieron que militar con DH.5 y Nieuport 24 hasta principios de 1918. El problemático modelo “-8B” con caja reductora tenía tendencia a sufrir serios problemas en el sistema de la misma, a veces separándose la hélice (e incluso la caja entera en unas pocas ocasiones) del motor y de la célula en vuelo, un problema compartido con el igualmente propulsado Dolphin. La introducción de la versión del Hispano-Suiza 8A de transmisión directa y alta compresión Wolseley Viper de 149 kW (200 hp), realizada bajo licencia por Wolseley Motors Limited, solucionó los problemas de motor del S.E.5a y fue prontamente adoptada como la planta motriz estándar del modelo. Una serie de aviones fue posteriormente convertida a una configuración biplaza para servir como aviones de entrenamiento.

### S.E.5b

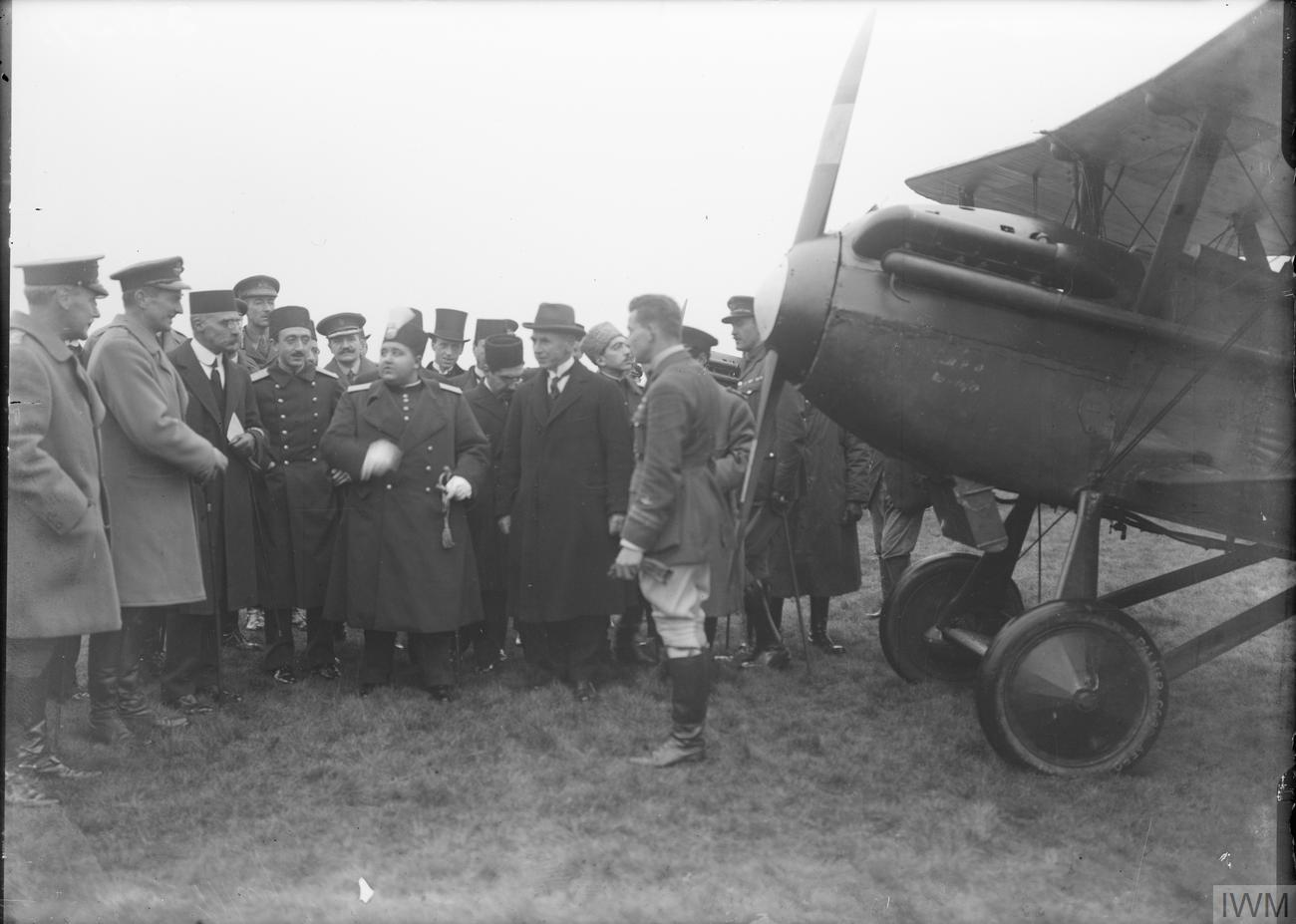
Morro del S.E.5b, siendo inspeccionado.

El S.E.5b fue una variante del S.E.5 con un morro aerodinámico y alas superior e inferior de diferentes envergadura y cuerda. El único ejemplar, un S.E.5a convertido, voló por primera vez a principios de abril de 1918. Tenía un tapabuje en la hélice y un radiador suspendido retráctil. Sus prestaciones eran poco mejores que las del S.E.5a, ya que la resistencia extra de la gran ala superior compensaba las ganancias del fuselaje más aerodinámico. El S.E.5b no fue considerado para entrar en producción. En enero de 1919, fue probado con alas estándar de S.E.5a y de esta forma sobrevivió como avión de investigación hasta principios de los años 20.

## Diseño
El Royal Aircraft Factory S.E.5 era un avión de caza biplano tractor convencional. El fuselaje era una estructura de caja de madera arriostrada mediante cables, mientras que las alas fueron acabadas con largueros y costillas internas de madera. El fuselaje era más estrecho que el de muchos aviones contemporáneos, lo que proporcionaba al piloto una buena visibilidad en todas direcciones. El avión poseía una robustez estructural considerable, que fue acreditada para mejorar la resistencia al choque y la supervivencia del modelo. También podía soportar maniobras a altas g y era relativamente resistente a los daños de batalla.
A diferencia de muchos de sus iguales, que eran muy ágiles pero implacables, el S.E.5 era comparativamente estable y fácil de volar; su estabilidad permitía a los pilotos disparar sobre los enemigos desde más lejos con un alto grado de puntería. Tenía una tasa de accidentes notablemente más baja que la de aviones comparables. La cabina estaba instalada en mitad del avión, haciendo difícil ver por encima del largo fuselaje delantero, pero, por lo demás, la visibilidad era buena. Una de sus grandes ventajas sobre el Camel fueron sus superiores prestaciones en altitud, haciéndole un oponente mucho mejor al D.VII, cuando el caza llegó al frente. Los autores de aviación Donald Nijboer y Dan Patterson describen en el S.E.5 como “posiblemente el mejor caza de construcción británica de la Primera Guerra Mundial”.
El S.E.5 estuvo propulsado por varios motores, adoptando inicialmente un motor V8 Hispano-Suiza 8. El motor Hispano-Suiza era avanzado para la época, incorporando características como un bloque de cilindros de aluminio con revestimientos de acero, doble encendido y lubricación forzada que ayudaba a la refrigeración; comparado especialmente con los motores rotativos contemporáneos, tenía la ventaja de ser fácil que operar para la mayoría de los pilotos. Un depósito de expansión para el sistema de refrigeración fue integrado en el borde de ataque de la sección central del ala superior. El S.E.5 era relativamente fácil de volar, aunque con la excepción de que poseía una cantidad excesiva de guiñada adversa. La guiñada podía ser compensada por una aplicación equilibrada de los alerones y del timón, mientras que el ajuste del compensador del elevador hacía posible volar de una manera “sin manos”.
El S.E.5 estaba armado con una única ametralladora Vickers sincronizada de 7,7 mm, en contraste con las dos del Camel, pero también tenía una ametralladora Lewis montada en el ala equipada en un afuste Foster, que permitía al piloto disparar a un avión enemigo desde abajo. Esta configuración de armamento fue muy apreciada por los pilotos de los primeros escuadrones de S.E.5, ya que el nuevo mecanismo sincronizador hidráulico “C.C.” para la ametralladora Vickers era poco fiable al principio. La Vickers estaba montada en la superficie delantera izquierda dorsal del fuselaje, con la recámara dentro de la cabina, en un ligero ángulo hacia arriba. Por lo general, los cargadores de respeto para la ametralladora Lewis se habrían colocado en su mayor parte en el espacio libre de la cabina, incluyendo las áreas delanteras, como el panel de instrumentos.
El panel de instrumentos estándar incluida una brújula, altímetro, tacómetro, indicador de presión de aceite, indicador de velocidad del aire, pantalla de temperatura del radiador, indicador de presión de aire-combustible, selector de combustible, e intercambiador de aire; eran algo difíciles de ver debido a su posición baja en la cabina. Según “Dodge” Bailey, piloto de pruebas jefe de la Shuttlerworth Collection, la cabina del S.E.5 era “la mejor del grupo de la época”. Los S.E.5 individuales en servicio a menudo recibían personalizaciones y ajustes específicos por solicitud de sus pilotos. Los cambios más populares incluían reducir el diedro de las alas para aumentar su maniobrabilidad y la retirada del recubrimiento de cabeza para aumentar la visibilidad del piloto hacia la parte trasera. James McCudden, un as, fue famoso por la prolífica puesta a punto de su avión para conseguir mejores prestaciones de él; McCudden fue capaz de aumentar la velocidad máxima en 9 mph y aumentar el techo de servicio desde los estándares 17 000 pies a los 20 000 pies. Sus adaptaciones incluían reemplazar los pistones estándar con versiones de alta compresión, acortando los tubos de escape (ahorrando peso y mejorando la expulsión de humos) y cambios en la mezcla, arranque y otros ajustes del motor, así como instalar un tapabuje de hélice alemán recuperado (con el que él mismo aseguraba ganar 3 mph).

## Historia operacional

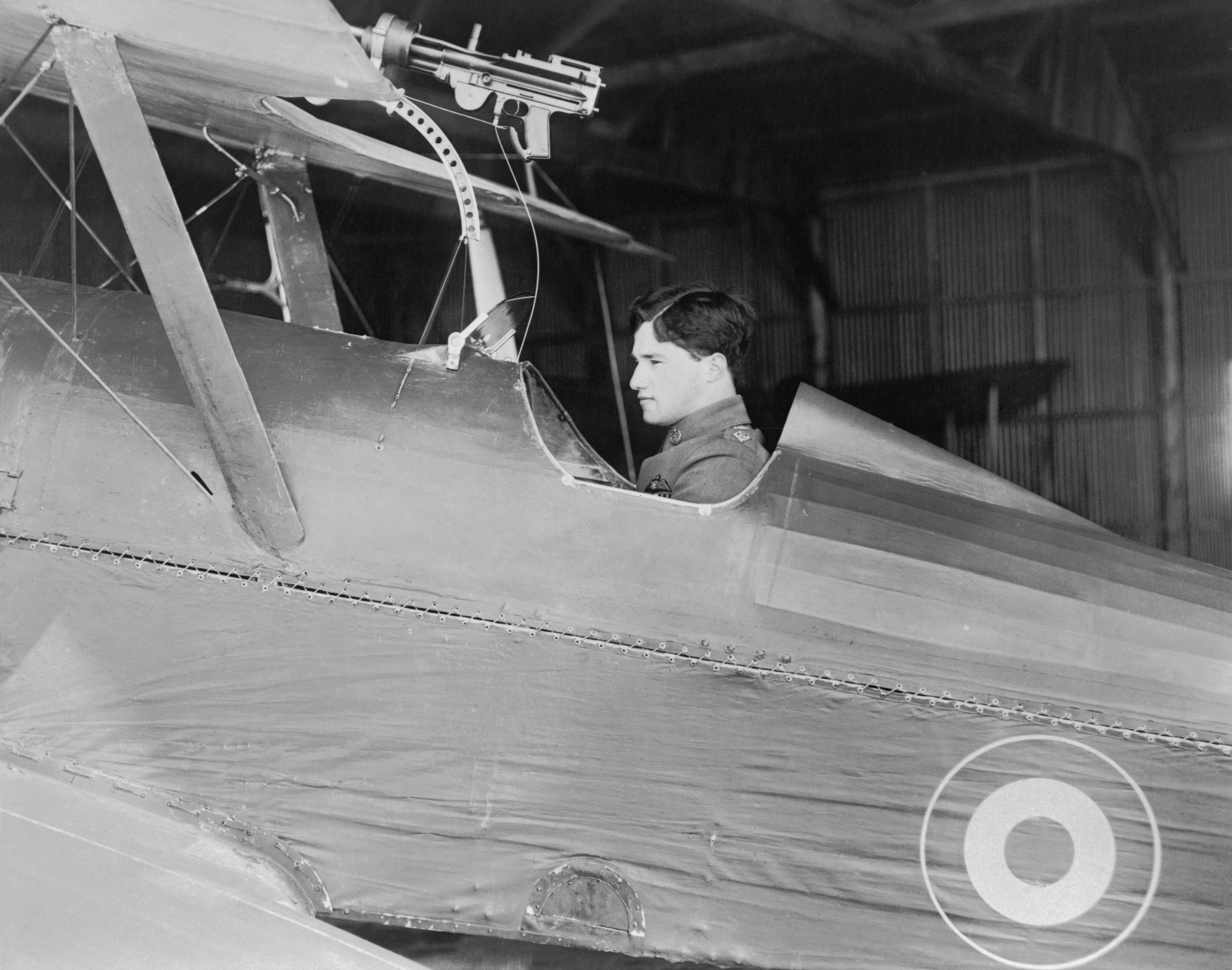
Ball en un S.E.5 modificado con una posición de asiento más convencional y parabrisas más pequeño, pero sin el acolchado de cuero.

En marzo de 1917, el S.E.5 entró el servicio con el No. 56 Squadron del RFC, aunque el escuadrón no desplegó en el Frente Occidental hasta el siguiente mes. Todo el mundo desconfiaba de los grandes parabrisas “de invernadero” instalados en los primeros ejemplares de producción. Fueron diseñados para proteger al piloto en su inusualmente alta posición de asiento, que en cambio fue ideada para mejorar la visibilidad por encima del ala superior. El escuadrón no voló su primera patrulla con el S.E.5 hasta el 22 de abril, y en esa época, ante la insistencia del comandante Brookfield, el oficial al mando del 56 Squadron, todos los aviones habían sido equipados con pequeñas pantallas rectangulares de diseño convencional. El problema de la alta posición fue resuelto simplemente bajándola, prefiriendo en cualquier caso los pilotos una posición de asiento más convencional (y cómoda). Parece que no se produjeron quejas acerca de la visibilidad desde la cabina; de hecho, a menudo fue citada como uno de los puntos fuertes del modelo.
Aunque los pilotos, de los que algunos estaban decepcionados inicialmente con el S.E.5, rápidamente apreciaron su robustez y finas cualidades de vuelo, fue popularmente juzgado como falto de potencia; este fallo fue solucionado con la introducción del más potente S.E.5a. En junio de 1917, el S.E.5a entró en servicio y rápidamente comenzó a reemplazar al S.E.5. En esa época, el 56 Squadron era todavía la única unidad que volaba el nuevo caza; de hecho, era la única unidad operacional en estar totalmente equipada con el S.E.5 inicial de 150 hp (los demás escuadrones de S.E.5 usaron oficialmente el S.E.5a de 200 hp desde el comienzo), aunque unos pocos S.E.5 fueron enviados a otros escuadrones debido a una aguda escasez del S.E.5a. Las entregas del S.E.5a sufrieron retrasos debido a la escasez de motores disponibles con los que propulsar al modelo.
Debido a la escasez de aviones, se produjo un aumento muy lento de nuevos escuadrones de S.E.5a, que duró hasta bien entrado 1918. Una vez que el modelo propulsado por el Wolseley Viper se hizo abundante, muchas más unidades fueron reequipadas con el modelo. Hacia el final de la guerra, el S.E.5a era empleado por un total de 21 escuadrones del Imperio británico, así como por dos unidades estadounidenses. Muchos de los máximos ases aliados de la Gran Guerra volaron este caza, incluyendo a Billy Bishop, Andrew Beauchamp-Proctor, Edward Mannock y James McCudden. El legendario as británico Albert Ball hizo inicialmente comentarios despectivos respecto al S.E.5, pero al final reclamó 11 de sus 44 victorias volando en él. McCudden escribió del S.E.5: “estaba muy bien estar en una máquina que era más rápida que los hunos, y saber que uno podía largarse si las cosas se ponían demasiado calientes”.
Sholto Douglas, que mandaba el No. 84 Squadron del RFC, y que había sido equipado inicialmente con el S.E.5a, relacionó las cualidades del modelo: “cómodo, con una buena visibilidad alrededor, reteniendo sus prestaciones y maniobrabilidad a gran altura, estable y rápido para ganar velocidad en el picado, capaz un ascenso muy fino, útil tanto en ataque como en defensa, robusto en diseño y construcción, (y) poseyendo un motor fiable”.
Poco después del Armisticio, el S.E.5a fue retirado del servicio de la RAF. Fue retenido por un tiempo en Canadá, y, en 1921, un S.E.5a con motor Viper fue llevado a Japón por la Misión de Aviación británica para entregarlo a la Armada Imperial Japonesa.
Australia recibió 35 S.E.5a bajo el Regalo Imperial de 1919, y el modelo llegó a ser el caza principal de la recién formada RAAF hasta finales de los años 20.
Una serie de máquinas realizó trabajos civiles, volando tras la guerra. El 30 de mayo de 1922, se llevó a cabo el primer uso de escritura aérea para un anuncio, cuando Cyril Turner, un antiguo oficial de la RAF, escribió “London Daily Mail” con humo negro desde un S.E.5a en el Derby de Epsom. Otros aparatos fueron usados en carreras aéreas; uno de propiedad privada ganó la carrera de la Morris Cup en 1927.

## Variantes
S.E.5
Primera versión de producción. Biplano de caza monoplaza, propulsado por un motor Hispano-Suiza 8A de 112 kW (150 hp).
S.E.5a
Versión de producción mejorada, propulsada por un motor V8 Hispano-Suiza 8B de 149 kW (200 hp) o un Wolseley Viper de 149 kW (200 hp).
S.E.5b
Prototipo experimental, con alas sesquiplanas, morro aerodinámico y radiador retráctil.
Eberhard S.E.5e
S.E.5a ensamblado con piezas de repuesto por la compañía estadounidense Eberhardt Aeroplane, motor Wright-Hispano E de 180 hp y fuselaje recubierto de contrachapado, alrededor de 60 construidos.
T.E.1
Se prepararon planos de un caza biplaza descrito como “basado en un S.E.5 sobreescalado” a principios de 1917 (el modelo iba a tener una envergadura de 31 pies 3 pulgadas, motor Hispano-Suiza 8 de 200 hp, y a estar armado con una única Vickers de fuego frontal y una Lewis montada en un anillo Scarff para el observador). Seis ejemplares fueron ordenados (A8951-A8956), pero debido al éxito del Fighter, y en vista de la escasez de motores Hispano-Suiza, ninguno fue completado.

## Operadores
Argentina
- Armada Argentina: un avión S.E.5a, en servicio de 1926 a 1929.

 Australia
- Cuerpo Aéreo Australiano/Real Fuerza Aérea Australiana

 Brasil
- Aviação Militar (Aviación del Ejército Brasileño): un avión S.E.5a, donado por Handley Page, en servicio durante 1920.

 Canadá
- Fuerza Aérea Canadiense (1918-1920)
- Real Fuerza Aérea Canadiense

 Chile
- Fuerza Aérea de Chile

 Estados Unidos
- Servicio Aéreo de la Fuerza Expedicionaria estadounidense
- Armada de los Estados Unidos

 Irlanda
- Servicio Aéreo Irlandés
- Cuerpo Aéreo Irlandés

 Polonia
- Fuerza Aérea de Polonia: operó un S.E.5a en 1920, durante la Guerra polaco-soviética.[22]

 Reino Unido
- Real Cuerpo Aéreo/Real Fuerza Aérea

 Sudáfrica
- Fuerza Aérea Sudafricana

## Supervivientes y réplicas

### Originales

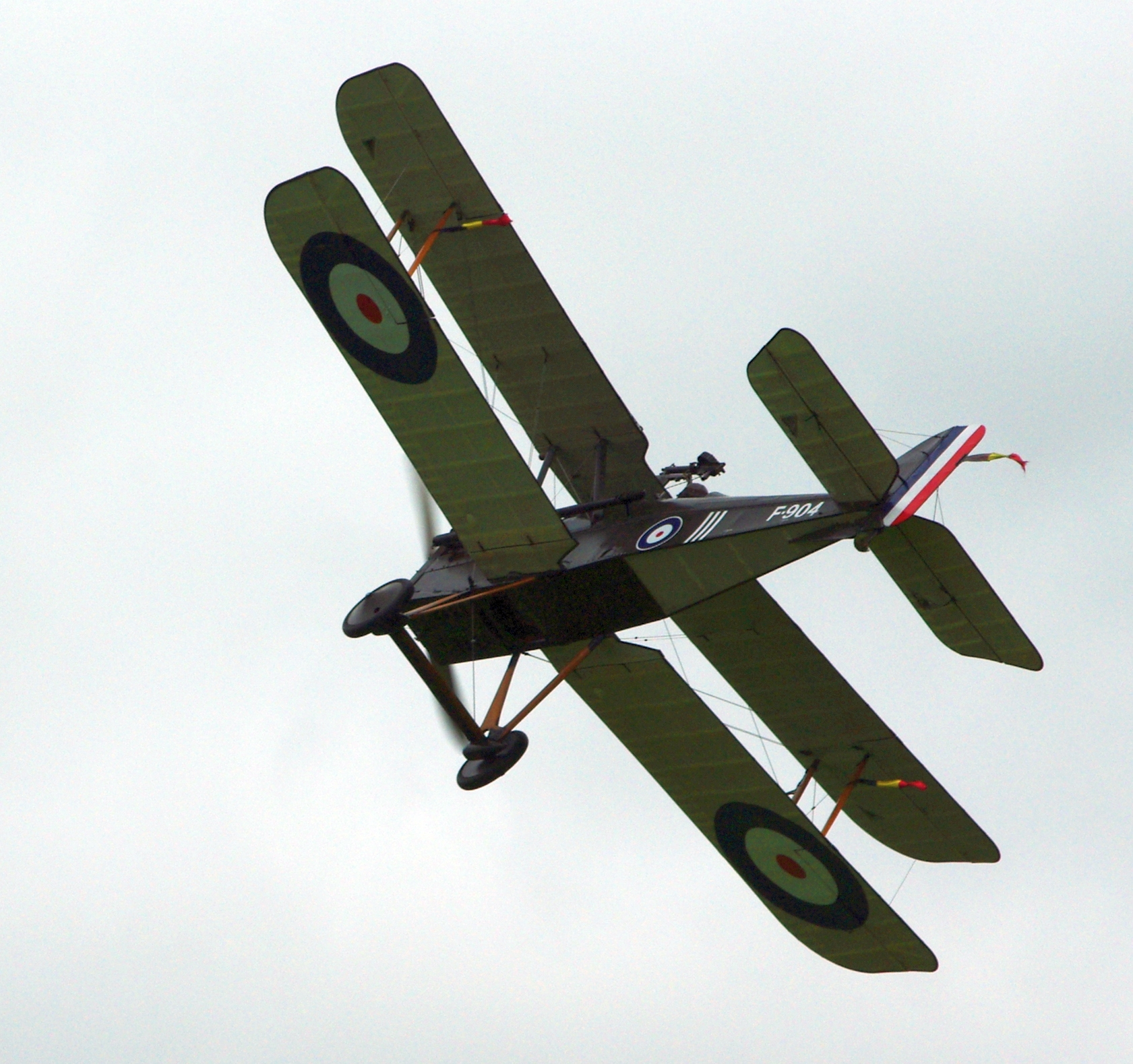
...y casi 50 años después como F-904 en Old Warden.

Un S.E.5 original puede ser visto en la Shuttleworth Collection en Old Warden, Reino Unido. Este avión fue matriculado originalmente como F904 del No. 84 Squadron de la RAF, y luego voló como G-EBIA desde septiembre de 1923 a febrero de 1932. Fue almacenado entre 1933 y 1955, antes de ser restaurado a la condición de vuelo por el personal del Royal Aircraft Establishment, y luego pasó a la Shuttleworth Collection. Un extenso remozado de este avión fue realizado en 2007. Ha sido registrado de nuevo como G-EBIA, y primero fue pintado como el D7000, y luego como el F904.
Se puede ver un S.E.5e original en el Museo Nacional de la Fuerza Aérea de Estados Unidos, en Dayton (Ohio), Estados Unidos. El museo adquirió el S.E.5e a través de una donación de las propiedades del teniente coronel William C. Lambert, retirado de la USAF, un as de la Primera Guerra Mundial con 21,5 victorias. Lambert voló el S.E.5a como miembro estadounidense del Real Cuerpo Aéreo y de la Real Fuerza Aérea. La Air Force Museum Foundation también ayudó a comprar el avión. Está pintado para representar un S.E.5e del 18th Headquarters Squadron, Bolling Field, Washington D. C., en 1925.
Otros cuatro aviones originales están exhibidos estáticamente en: el Museo de Ciencias de Londres, Reino Unido; el Royal Air Force Museum, Londres, Reino Unido; el South African National Museum of Military History,Johannesburgo, Sudáfrica; y el Memorial de Guerra Australiano, Canberra, Australia.

### Reproducciones

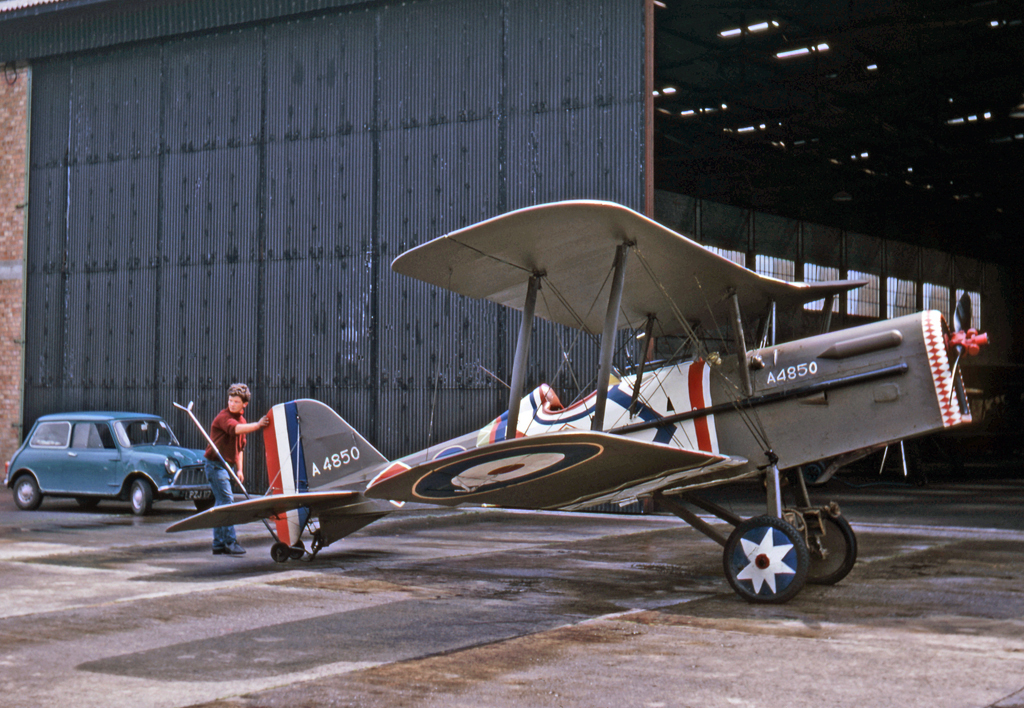
Réplica a tamaño real de un S.E.5a construida por Miles Aircraft en 1965 y usada en películas.

Dos réplicas de S.E.5a a escala real fueron construidas por Miles Aircraft en 1965 para usarlas en la realización de películas, y fueron transferidas al registro de aviones civiles irlandés en 1967 mientras eran empleadas en escenas de vuelo para la película bélica Las águilas azules de 1966.
Tres reproducciones en estado de vuelo (designadas SE5a-1), junto con un único ejemplar estático, fueron construidas por The Vintage Aviator Limited de Nueva Zelanda. Según el grupo, esta reproducción, que fue el primer proyecto de la compañía, combinó algunos componentes auténticos, como los motores Hispano, con piezas nuevas basadas en planos originales archivados.
El Museum of Flight en Seattle, Washington, exhibe la reproducción de un S.E.5a que el artesano Bobby Strahlman de Florida y sus compañeros habían completado para el coleccionista Doug Champlin en 1989. Esta reproducción presenta una ametralladora Vickers de 7,7 mm y una Lewis del mismo calibre, y lleva el esquema de pintura del as estadounidense George Vaughn, que sirvió con el Real Cuerpo Aéreo. El S.E.5 fue exhibido en el museo del caza de Champlin en Mesa (Arizona), hasta que la colección fue transferida a Seattle en 2003.

### Representaciones en la ficción

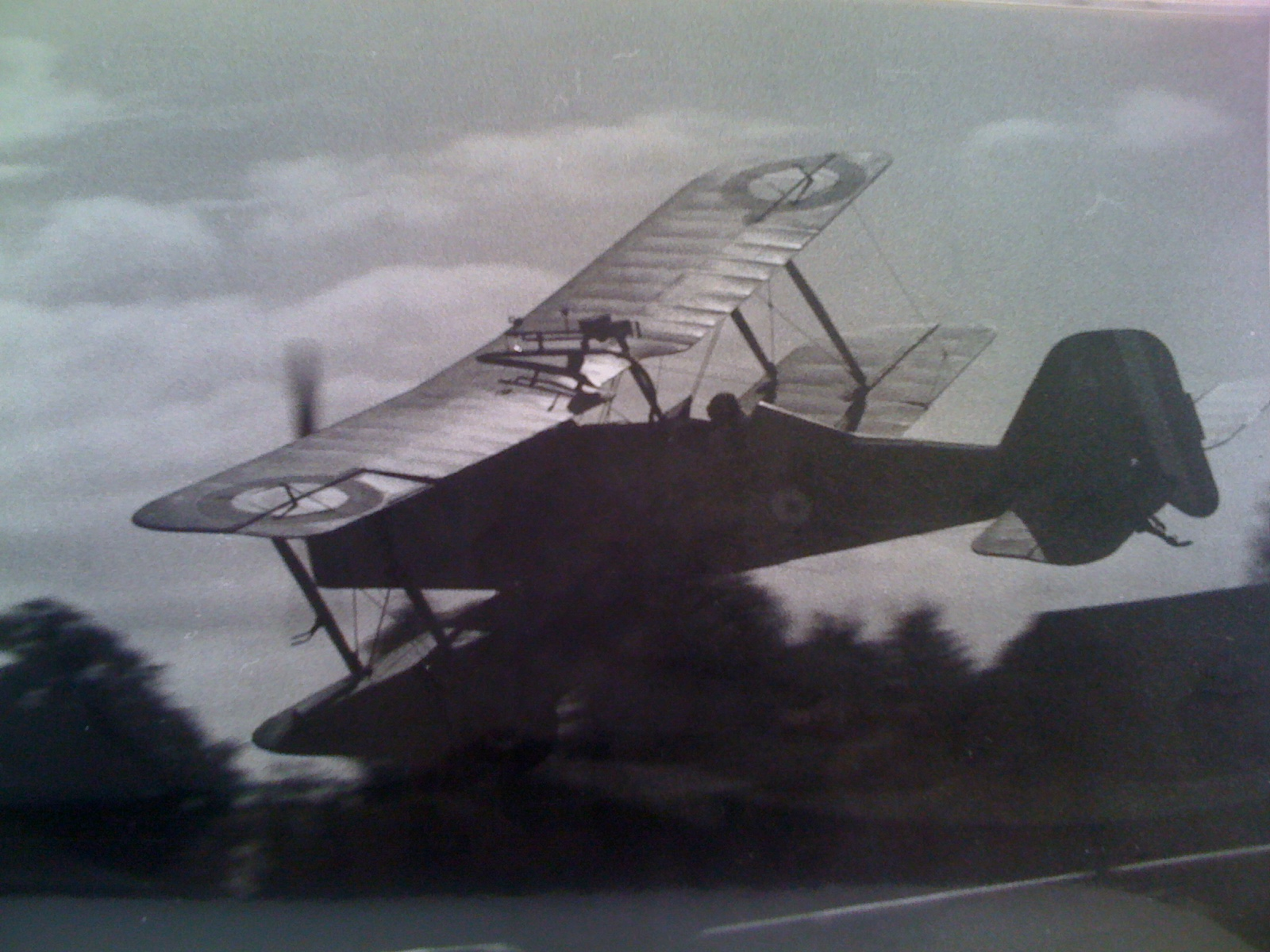
SE5 construido por Miles de Lynn Garrison, el 15 de septiembre de 1970, inmediatamente antes de fatal accidente de Charles Boddington durante el rodaje de El Barón Rojo de 1971.

El Royal Aircraft Factory S.E.5 ha sido representado, tanto por aviones originales como por réplicas, en varias películas. Estas incluyen Alas (1927), Los ángeles del infierno (1930), Volando a Río (1933), Crimson Romance (1934), Piloto de pruebas (1939) y El aviador (2004). Varios aviones entrenadores/de turismo Stamped et Vertongen SV.4 convertidos fueron usados para representar S.E.5 en la producción anglo-francesa Ases del cielo de 1976.
La película Zeppelin de 1971 hace referencia al uso del S.E.5 como arma defensiva contra los Zeppelin alemanes que estaban atacando Gran Bretaña durante la Primera Guerra Mundial. Sin embargo, la película discurre en el otoño de 1915, un año y medio antes de que el S.E.5 entrara en servicio de escuadrón. La escena de combate cerrado cerca del final de la película presenta réplicas de S.E.5a.

## Especificaciones (S.E.5a)
Referencia datos: South African National Museum of Military History The Vintage Aviator

### Características generales
- Tripulación: Uno (piloto)
- Longitud: 6,4 m (20,9 ft)
- Envergadura: 8.10
- Cuerda: 1,52 m
- Altura: 2,9 m (9,5 ft)
- Superficie alar: 22,7 m² (244,3 ft²)
- Perfil alar: RAF 15
- Peso vacío: 640 kg (1410,6 lb)
- Peso cargado: 878 kg (1935,1 lb)
- Peso máximo al despegue: 901 kg (1987 lb)
- Ancho de vía: 1,5 m
- Planta motriz: 1× motor lineal V8 refrigerado por agua Hispano-Suiza 8 o Wolseley Viper.
  - Potencia: 110 kW (152 HP; 150 CV)
- Hélices: Bipala o de cuatro palas de madera de paso fijo
- Diámetro de la hélice: 2,36 m

### Rendimiento
- Velocidad máxima operativa (Vno): 222 km/h (138 MPH; 120 kt)
- Alcance: 480 km (259 nmi; 298 mi)
- Techo de vuelo: 5200 m (17 060 ft)
- Carga alar: 38,7 kg/m² (7,9 lb/ft²)

### Armamento
- Ametralladoras: 

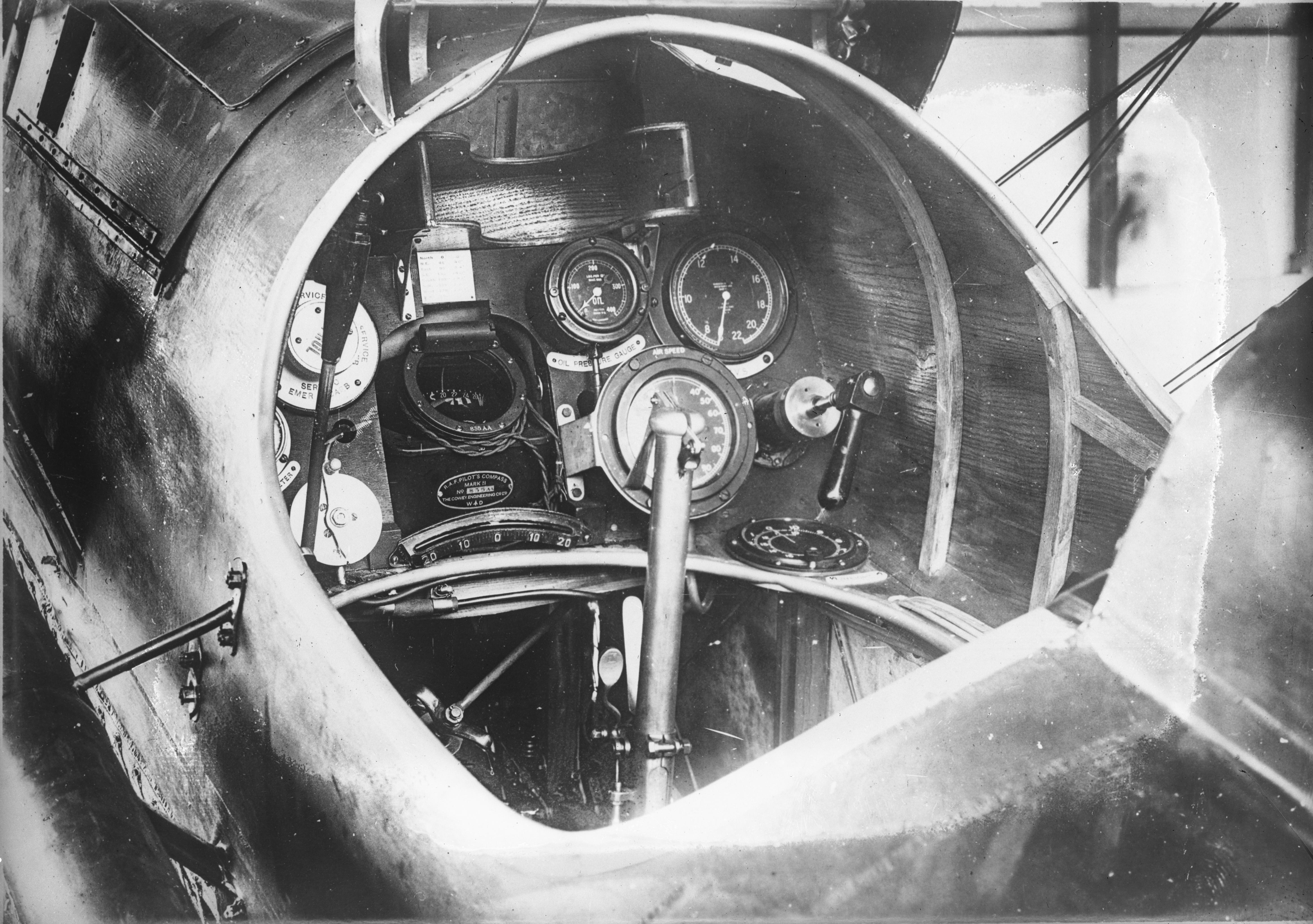
Primer plano de la instrumentación de cabina de un S.E.5.

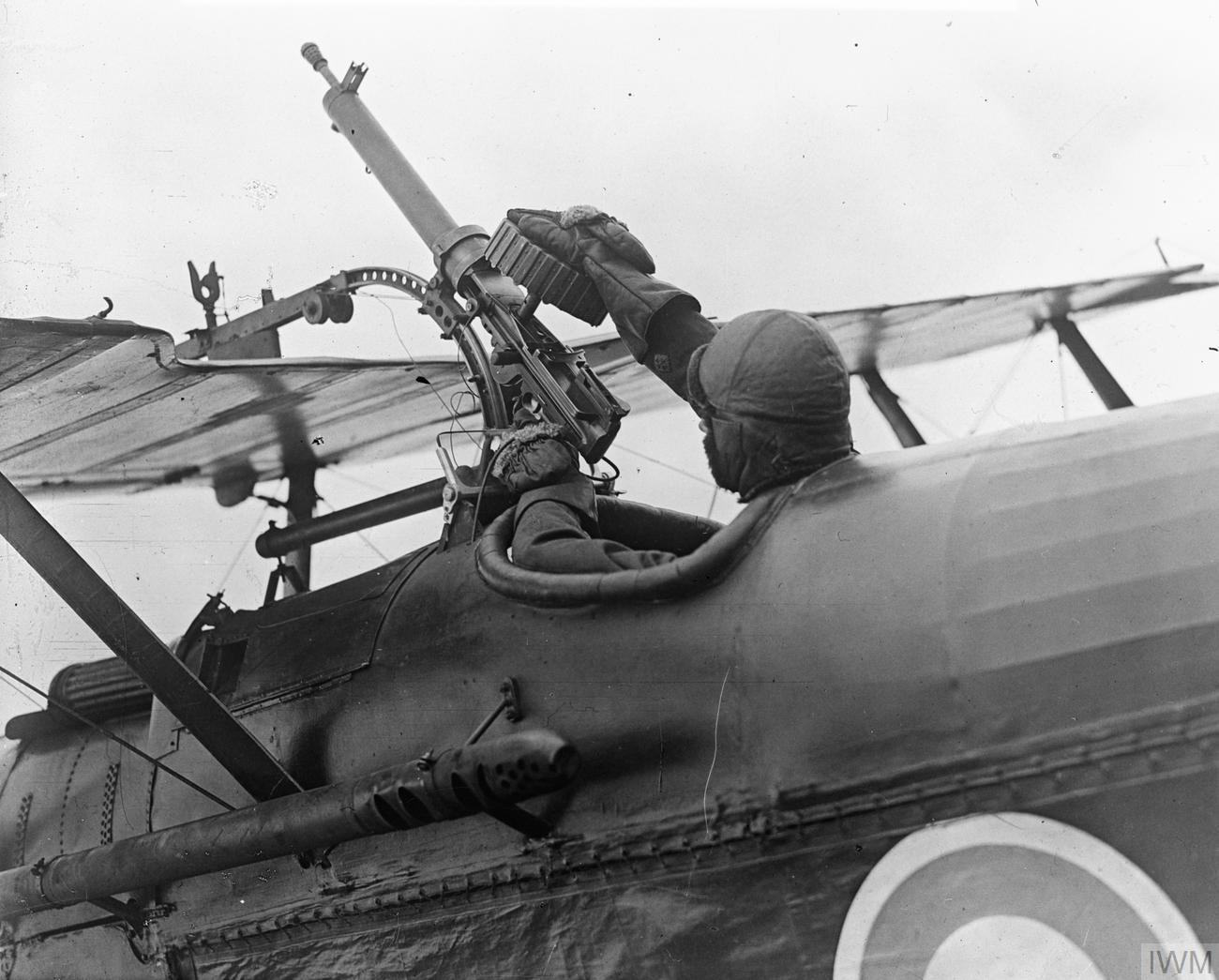
Piloto en la cabina. Nótense las Vickers y Lewis de 7,7 mm de tiro frontal.

  - 1x Vickers de tiro frontal con mecanismo sincronizador Constantinesco
  - 1x Lewis en afuste Foster encima del ala superior
- Bombas: 

  - 4x Cooper de 11 kg, dos bajo cada ala inferior, con orden de lanzamiento: 2, 3, 4, 1

## Aeronaves relacionadas

### Aeronaves similares
- Albatros D.V
- Fokker D.VII
- Nieuport 28
- SPAD S.XIII
- Ansaldo A.1 Balilla
- Sopwith Camel
- Sopwith Snipe

### Secuencias de designación
- Secuencia S.E._ (interna de Royal Aircraft Factory (Santos Experimental/Scout Experimental)): ← S.E.3 - S.E.4 - S.E.4a - S.E.5 - S.E.5a - S.E.6 - S.E.7